# Leptopetalum strigulosum
Espèce
Leptopetalum strigulosum est une espèce de plantes de la famille des Rubiaceae.

## Synonymes
Selon Tropicos (28 octobre 2017), les noms suivants sont des synonymes :
- Hedyotis strigulosa (Bartl. ex DC.) Fosberg
- Oldenlandia strigulosa Bartl. ex DC.
- Thecagonum strigulosum (Bartl. ex DC.) Terrell & H. Rob.

## Liste des variétés
Selon Tropicos (28 octobre 2017) :
- variété Leptopetalum strigulosum var. luxurians (Hatus.) Naiki & Ohi-Toma